# トゥイードルダムとトゥイードルディー
「トゥイードルダムとトゥイードルディー」（Tweedledum and Tweedledee）は、マザー・グースの一つとしても知られているイギリスの童謡。この歌は遅くとも19世紀のはじめには存在していたことが確認されているが、ルイス・キャロルが『鏡の国のアリス』（1871年）の中で使用したことによって広く知られるようになった。兄弟らしき二人の人物がおもちゃのがらがらをめぐって争うという滑稽な内容の短い歌で、今日でも「トゥイードルダムとトゥイードルディー」は互いに相争いながらも実際にはよく似ている二人の人物を指す言葉として用いられている。

## 歌詞
今日よく知られているものは以下の形である。
Tweedledum and Tweedledee

    Agreed to have a battle;

For Tweedledum said Tweedledee

    Had spoiled his nice new rattle.
Just then flew down a monstrous crow,

    As big as a tar-barrel;

Which frightened both the heroes so,

    They quite forgot their quarrel.
訳

トゥイードルダムとトゥイードルディー

決闘をすることになった

トゥイードルダムが言うことには、トゥイードルディーが

彼の素敵な新品のがらがらを壊した

ちょうどそのとき、巨大な鴉が飛んできた

その大きさときたら　まるでタールの樽のようだった

二人の英雄はおそれをなして

決闘のことはまったく忘れてしまった
後述する『鏡の国のアリス』では、「その大きさときたら」(As big as ...) の部分は「その黒さときたら」 (As black as ...) となっている。しかしカラスが黒いのは当たり前なので、巨大さを強調する言葉を含む形のほうが広く流布するようになったものと思われる。

## 来歴
童謡編纂者のオーピー夫妻によれば、この歌の文献初出は1805年であるが、「トゥイードルダムとトゥイードルディー」という言葉自体は1720年代の文献にすでに現われている。当時ドイツ出身の作曲家ヘンデルと、イタリア人作曲家ジョヴァンニ・バッティスタ・ボノンチーニの間に苛烈な争いがあり、讃美歌作者ジョン・バイラム（1692年-1763年)はこれをあてこすって以下のようなエピグラムを書いた。

Some say, compar'd to Bononcini

That Mynheer Handel's but a Ninny

Others aver, that he to Handel

Is scarcely fit to hold a Candle

Strange all this Difference should be

'Twixt Tweedle-dum and Tweedle-dee!
訳

ある者は言う、ボノンチーニに比べれば

ヘンデルなどはただの間抜けだと

他の人は断ずる、ヘンデルに比べれば

奴などは燭台持ちがせいぜいだと

おかしなことだ、こんな言い争いはすべて

トゥイードルダムとトゥイードルディーの争いだろうに！
しかし、このバイラムの詩から童謡が派生したのか、それともすでに知られていた童謡をもとにバイラムが詩に使用したのかは不明である。なお音楽用語では「トゥイードル」はヴァイオリン、「ダム」は低音、「ディー」は高音を意味する。

## 『鏡の国のアリス』

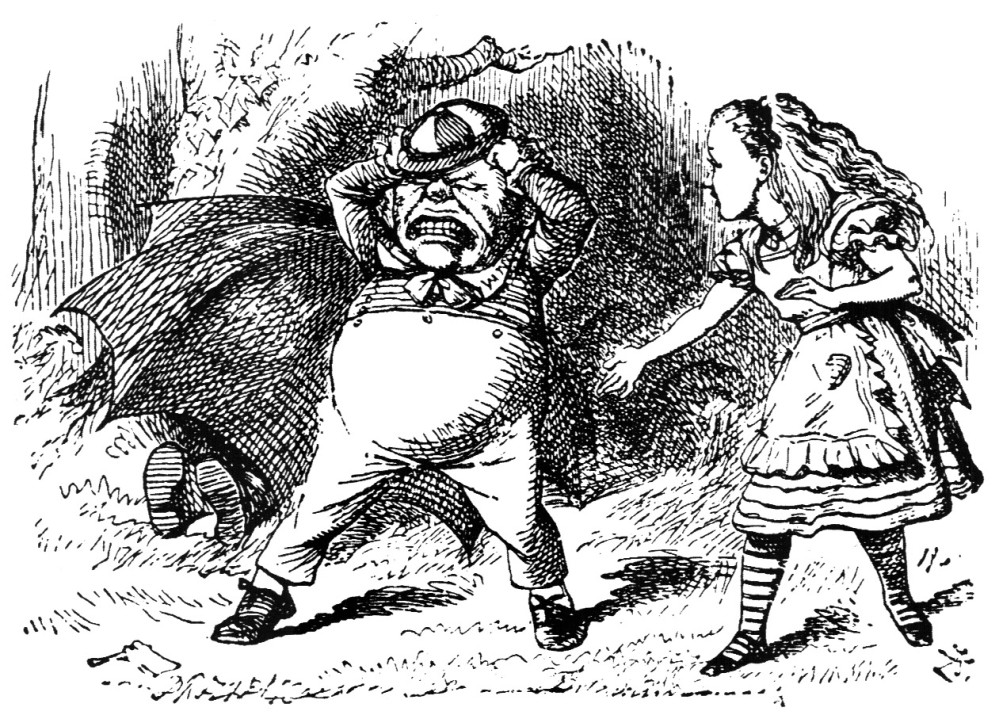
トゥイードルダムが怒り出す場面。左下に小さく壊れた「がらがら」が描かれている。

ルイス・キャロルの『鏡の国のアリス』では、第4章「トゥイードルダムとトゥイードルディー」にて、森の中に住んでいる互いにそっくりな二人の小男として登場する（彼らは外見も服装もよく似ているが、襟の部分に「ダム」「ディー」と別々の刺繍がしてあることで区別ができる）。森に迷い込んだアリスは森から出る道を聞くために二人を訪ねるが、アリスは彼らの古い歌をちゃんと知っており、彼らに会うとすぐにその歌詞を思い浮かべる。アリスは道を聞く目的をなかなか果たせず、なんとなく3人で踊りだしてしまったり、トゥイードルディーから「セイウチと牡蠣」という長たらしい滑稽詩を聞かされたりする。そのあと轟音のいびきを立てて眠っている「赤の王」のところに案内されたアリスは、二人から自分が赤の王の夢の中の人物にすぎないのだという話を聞かされる。しかしやがてトゥイードルダムは、トゥイードルディーが自分のあたらしいがらがらを壊してしまったことに気づき、それからは歌の内容の通りに決闘の準備をはじめ、そして歌の通りに巨大な鴉が飛来してきて決闘はうやむやになってしまう。
この場面を描いたジョン・テニエルによる挿絵では、二人は当時スケルトン・スーツと呼ばれていた男子小学生用の服を着せられている。マイケル・ハンチャー『アリスとテニエル』によれば、二人のこの姿はテニエルがそれ以前に『パンチ』誌に描いたジョン・ブルの姿とよく似ている。またテニエルは、トゥイードルディーが壊してしまうがらがらを、よく知られている円筒形のものではなく、土佐の鳴子に似た、柄に木片がついた形で描いている。キャロルはのちに、ヘンリー・サヴィル・クラークに宛てた1886年の書簡において、これは「番人用のがらがら」であり、テニエルはトゥイードルダムとトゥイードルディーのいさかいに誤った解釈を持ち込んでしまったと不平を述べている。

## アリス映画での扱い
ディズニーのアニメ映画『ふしぎの国のアリス』（1951年）は、話の大枠は『不思議の国のアリス』に依りながらも、作中にトゥイードルダムとトゥイードルディーを登場させている。このアニメーションでは、二人は白ウサギを見失ったアリスの前に物陰から不意に現われて、一緒にゲームをやろうとせがむ。アリスが断ると二人は涙に咽びながら「セイウチと牡蠣」の物語を語り、その後互いに遊び始めたところでアリスは彼らを置いて去っていく。二人は大きな蝶ネクタイをつけて互いにそっくりな姿で描かれており、始終悪巧みをしているような顔つきをし、異常な高さに跳ね上がったり、足をぐにゃぐにゃ動かしたりと絶えず奇怪な動きを見せる。
ティム・バートン監督による2010年の映画『アリス・イン・ワンダーランド』では、トゥイードルダムとトゥイードルディーは「赤の女王」の道化となっている。しかし実際には白の女王側のレジスタンスの一員であり、物語の冒頭ではアリスを誘い出すために白ウサギを助け、のちには女王の兵からアリスを逃すために協力するが、そのためにジャブジャブ鳥に捕まえられてしまう。この映画では二人はマット・ルーカスによって演じられており、デジタル技術によってルーカスの顔が二人の胴体に埋め込まれるような形に合成されている。

## 影響
- ジェイムズ・ジョイスは、ハリエット・ショー・ウィーヴァーへの1921年の書簡において、ジークムント・フロイトとカール・グスタフ・ユングの二人とその対立をトゥイードルダムとトゥイードルディーにたとえている[8]。
- DCコミックスには、トゥイードルダムとトゥイードルディーと呼ばれる二人組の怪人が登場する。初出は1943年の『ディテクティブ・コミック』で、本名はダムフリー・トゥイードとディーヴァー・トゥイードという。もともとはバットマンの敵役で、ジョーカーの手下として描かれることもある。
- トム・ハンクス主演の1990年の映画『ジョー、満月の島へ行く』で、2隻の船の名がトゥイードルダム号とトゥイードルディー号と紹介されている。
- 2000年アメリカ合衆国大統領選挙では、ラルフ・ネーダーがジョージ・W・ブッシュとアル・ゴアの政策に大きな違いがないことを指摘し、トゥイードルダムとトゥイードルディーの違いだと述べた[9]。
- ボブ・ディランの2001年のアルバム『ラヴ・アンド・セフト』では、一曲目に「トウィードルダムとトゥイードルディー」という曲が収録されている。
- 後藤圭二監督のテレビアニメ『キディ・グレイド』（2002年-2003年）では、超能力を持つ姉弟の名前がそれぞれトウィードルディとトゥイードルダムになっている。